# División por cero

Representación gráfica de la función y = 1/x. Cuando x «tiende» a 0 desde la derecha, y se «aproxima» a más infinito, pero cuando x «tiende» a 0 desde la izquierda, y se «aproxima» a menos infinito.

En matemáticas, la división entre cero es una división en la que el divisor es igual a cero, y que no tiene un resultado bien definido. En aritmética y álgebra, es considerada una «indefinición», y su mal uso puede dar lugar a aparentes paradojas matemáticas. En análisis matemático, es frecuente encontrar límites en los que el denominador tiende a cero. Algunos de estos casos se denominan «indeterminaciones», pero en ocasiones es posible calcular el valor de dicho límite.
No se debe confundir este concepto con el de los divisores de cero que existen en algunos anillos matemáticos (específicamente los que no son dominios de integridad). Estos aparecen cuando el cero es el dividendo, no el divisor (dividen al cero, no son divisibles por él). Todo número a divide al cero trivialmente, puesto que {\displaystyle a\cdot 0=0}, pero los divisores de cero lo hacen de manera no trivial. 
Este problema surgió en los años 650, cuando en India se comenzó a popularizar el uso del cero y los números negativos. El primero en aproximarse al planteamiento de este problema fue el matemático indio Bhaskara I, quien escribió que {\displaystyle {n \over 0}=\infty }, en el siglo VII.

## En aritmética y álgebra
En los números naturales, enteros y reales, la división entre cero no posee un valor definido, debido a que para todo número {\displaystyle n}, el producto {\displaystyle n\cdot 0=0}, por lo que el 0 no tiene inverso multiplicativo.
Dicho en lenguaje muy sencillo: si dividimos por ejemplo 12 : 3 = 4 , sabemos que el resultado es correcto porque 4 x 3 = 12. Pero si dividimos por cero, es decir, por ejemplo, 8 : 0 = ?  entonces no encontramos ningún número  que  multiplicado por 0 dé 8. Con lo cual la ecuación {\displaystyle 0\times n=8} no tiene solución. Da igual que el dividendo sea 8 o cualquier otro número distinto de cero.
Si se intenta dividir cero entre cero ocurre el problema contrario: la solución no es única, pues la expresión {\displaystyle 0\times n=0} es cierta para cualquier n (se dice que el cero es un elemento absorbente).
Una posible solución es considerar la operación factorial aplicada en segundo plano de manera infinita, es decir, 0 / 0 = 0! / 0! = 1 / 1 = 1 como una solución incompleta. Podemos extender en forma general la expresión, {\displaystyle n/0=(n)(!)^{\pm \infty }/(0!)(!)^{\pm \infty }=(0!)(n)(!)^{\pm \infty }/(1)(!)^{\pm \infty }=(1)(n)(!)^{\pm \infty }/(0)!=(n)(!)^{\pm \infty }\,}, ya que {\displaystyle (n)(!)^{\pm \infty }(0)=(n)(!)^{\pm \infty }/(0!)(!)^{\pm \infty }=n\,}, de manera que n/ 0 = n, que en efecto resuelve la expresión cualitativa, 0 / 0 = 0, que simultáneamente y de forma infinita  es {\displaystyle (0)(!)^{\pm \infty }/(0)(!)^{\pm \infty }=0\,}, así comprobamos que en efecto cualquier número que en realidad ni se divide entre algo es la misma cantidad existente. Podemos denominar entonces esta forma de solución como factorialización y en efecto considerarla como una posible solución de la hipótesis de Riemann ya que si se considera que por este método el cero puede tomar el valor de uno, esto anularía el problema central de la hipótesis sobre considerar el número real 1/2 y reemplazarlo por 1 1/2 suprimiendo la posible línea de ceros no triviales de dicha hipótesis y por lo tanto anulando la misma y solucionarla por completo.

### Algoritmo de la división
La división de dos números enteros m y n no siempre es otro número entero (véase Divisibilidad). Sin embargo es posible utilizar un algoritmo para dividir dos números cualesquiera, y cuyo resultado coincide con el cociente caso de que sean divisibles. Este algoritmo consiste en sustraer repetidamente al dividendo (m) el número divisor (n) hasta alcanzar un número comprendido entre 0 y n-1, ambos inclusive. La cantidad de veces que se sustrae al número divisor del número dividendo, se denomina cociente de la división y al número del que ya no se puede sustraer nada más se denomina resto.
Al intentar dividir un número (por ejemplo 2) entre cero ocurre lo siguiente:
2 - 0 = 2 - 0 = 2 - 0 = 2 - 0 = 2...,
nunca se alcanza un resto estrictamente menor que 2 aunque se reste 0 infinitas veces. Por lo tanto, la división no es posible.

### Falacias
Una razón para no admitir la división por cero es que, en caso de hacerlo, surgen absurdos o falacias. Por ejemplo, como {\displaystyle 0\cdot 1=0} y {\displaystyle 0\cdot 2=0}, entonces se puede escribir {\displaystyle 0\cdot 1=0\cdot 2}. Dividiendo por cero en ambos lados, se obtiene un absurdo: 
{\displaystyle 0\cdot 1=0\cdot 2}
{\displaystyle {\frac {0\cdot 1}{0}}={\frac {0\cdot 2}{0}}}
{\displaystyle 1=2}
Sin embargo, es posible disfrazar una división por cero en un argumento algebraico, dando lugar a absurdos como 1 = 2, como sigue:
Sea {\displaystyle 1=x}.
Multiplicando por {\displaystyle x},
{\displaystyle x=x^{2}}
Restando {\displaystyle 1} en ambos lados,
{\displaystyle x-1=x^{2}-1}
Dividiendo en ambos lados por {\displaystyle x-1},
{\displaystyle {\frac {x-1}{x-1}}={\frac {x^{2}-1}{x-1}}=}
{\displaystyle ={\frac {(x+1)(x-1)}{x-1}}}
de donde
{\displaystyle 1=x+1}
Pero, como {\displaystyle x=1}, 
{\displaystyle 1=1+1=2}
La división por 0 disfrazada tiene lugar al dividir entre x − 1 = 0, puesto que x = 1.

## Indefinición de la división por cero y su diferencia con una indeterminación

### En análisis matemático
Desde el punto de vista del análisis matemático, la indefinición de una división por cero puede estudiarse mediante el concepto de límite. Supongamos que tenemos la siguiente expresión:
{\displaystyle f(x)={n \over x}} donde {\displaystyle 0<n\in \mathbb {R} }
La expresión {\displaystyle f(0)={\tfrac {n}{0}}} es una indefinición: la función no está definida en x=0. No obstante, podemos analizar el comportamiento de la función en torno al 0, utilizando una aproximación al límite, por el lado positivo:
{\displaystyle \lim _{x\to 0^{+}}{n \over x}=+\infty },
y por el lado negativo:
{\displaystyle \lim _{x\to 0^{-}}{n \over x}=-\infty }.
Cuando el valor de {\displaystyle x} «tiende» a cero, {\displaystyle n \over x} alcanza un valor absoluto tan grande como se desee. Se dice que cuando {\displaystyle x} «tiende» a cero por la derecha, {\displaystyle n \over x} «tiende» a infinito ({\displaystyle f(0^{+})\to \infty }); y que cuando {\displaystyle x} «tiende» a cero por la izquierda, {\displaystyle n \over x} «tiende» a menos infinito ({\displaystyle f(0^{-})\to -\infty }). Los límites laterales no coinciden, por lo que la función no tiene límite en 0.

### Los reales extendidos y la esfera de Riemann
Para tratar de sortear las dificultades expuestas, podemos tratar de añadir a los números reales dos elementos adicionales llamados más infinito y menos infinito, para formar los números reales extendidos. Sin embargo, no es posible definir la división por cero en este conjunto dado que, como se ha mostrado en la sección anterior, el signo no está bien definido.
Sin embargo, este problema no existe cuando se completa el conjunto con un solo elemento adicional. La recta real proyectiva y la esfera de Riemann son completaciones (o compactificaciones) de los reales y de los complejos respectivamente, que se obtienen añadiendo un único punto en el infinito {\displaystyle \{\infty \}}. Topológicamente estos conjuntos son equivalentes a una circunferencia y a una esfera.
En ambos conjuntos es posible definir sin ninguna ambigüedad la división entre cero de cualquier número no nulo: 
{\displaystyle {z \over 0}=\infty }, si {\displaystyle z\neq 0}.
No obstante, la división {\displaystyle 0 \over 0} es una indefinición, al igual que {\displaystyle \infty  \over \infty }.

## Informática
Una división por cero es en informática, y particularmente en programación, considerada como un clásico error lógico.
Puesto que muchos algoritmos informáticos clásicos de división usan el método de restas sucesivas, al ser el divisor cero, la resta como tal se ejecuta por siempre, ya que el dividendo nunca cambia. La aplicación en cuestión entra entonces en un bucle infinito.
Para prevenir esto, actualmente los procesadores matemáticos son capaces de detectar divisiones por cero en tiempo de ejecución, y llegado el caso, entregan informes de error distinguibles al sistema, para que éste termine el proceso que se está ejecutando.
Por su parte, los compiladores más modernos incorporan mensajes de error cuando una división por cero ocurre explícitamente, mientras que algunos incluso además intentan detectar divisiones por cero no explícitas. Aquellos lenguajes que incorporan manejo de excepciones pueden capturar este evento para que sea tratado apropiadamente, ejecutando un código especialmente dedicado a este caso.
En el caso particular de divisiones por cero en aritmética de coma flotante, el estándar IEEE indica que si el divisor se hace cero en algún momento, tal operación deberá dar como resultado el valor Inf (infinito), o particularmente NaN (Not a Number, "No es un Número").